# 釘條
釘條、尖刺帶、尖刺器、刺胎器、釘刺帶、或稱尖刺陷阱，由釘子或尖釘串連而成，目的是讓車輛輾壓上去時刺穿輪胎，迫使其停止，也常見於軍事場合或監獄等管控場所，一旦重量壓上去就會被尖物刺穿，主要用於阻止敵人進入某處。
它是以鋼絲或塑膠製成，表面有尖銳物覆蓋，一旦壓到會深深刺入輪胎或腳底。這些都是專為軍事或治安目的而設的攔阻裝置。在私人場合非法使用可能會構成違法。